# Commanderie de Rathronan
Manoir de Rathornan
La commanderie de Rathronan est une commanderie d'origine templière fondée dans la seconde moitié du XIIIe siècle dans le comté de Carlow en Irlande. Cette commanderie, dont l'emplacement n'est pas certain, pourrait faire partie de celles qui ne furent pas dévolues aux Hospitaliers après la dissolution de l'ordre du Temple.

## Emplacement?
On ignore l'emplacement exact de cette commanderie et cette question n'est pas résolue. L'une des principales difficultés étant liée à l'étendue exacte du comté de Carlow à cette époque (XIIIe siècle) car celui-ci était beaucoup plus grand que l'actuel comté. Il semble correspondre à ce moment-là à cinq des six doyennés du diocèse de Leighlin (en). Le second problème est lié aux toponymes de l'époque et à leur correspondance actuelle. Sachant que les baronnies féodales de cette période ne sont pas toujours identifiées avec précision et que leur nom se confond avec les baronnies historiques dont les limites diffèrent parfois totalement. Dans le cas présent, il s'agit de déterminer de quel Fotherid il est question.
Il y a peu de sources relatives aux Templiers de Rathronan. L'inventaire de leurs biens lorsque la commanderie fut saisie mentionne simplement le comté de Caterlach. Deux recettes figurant dans le registre d'entrée du trésorier d'Irlande, Alexandre de Bykenore, précisant qu'il s'agit du manoir de Rathronan dans le Fotherid pour l'année 1309, orthographié Fotheryd pour l'année 1310.
L'une des premières publications qui a permis d'identifier cette commanderie comme ayant appartenu aux Templiers est celle d'Herbert Wood en 1906. Cet auteur s'étant attaché à dresser une liste exhaustive de leurs possessions en Irlande et à mettre en évidence les erreurs d'attribution formulées par certains de ses prédécesseurs. Dans cet ouvrage, on trouve les manoirs de Rathronan et d'Athkyltan dans le comté de Carlow et on constate que l'auteur s'appuie sur les registres d'entrée du trésorier d'Irlande au moment de la saisie des biens templiers, en l’occurrence Alexandre de Bykenore. Ces documents datent en fait de la période 1326-1333, au moment de l'enquête réalisée sur les comptes de ce trésorier, accusé de les avoir falsifiés. L'auteur n'a pas été en mesure de situer l'endroit avec précision, excepté le fait qu'il s'agisse du comté de Carlow.
Trois hypothèses s'opposent concernant la localisation supposée de cette commanderie, sachant que le problème est identique au sujet d'un deuxième bien dans ce comté, le manoir d'Athkyltan.

### Rathornan (comté de Carlow)?
Outre la graphie très proche (Rathronan ⇒ Rathornan), l'extrait de l'inventaire des biens réalisé en 1308 (publié par Mac Niocaill en 1967) mentionne explicitement des biens à Rathronan dans le comté de Catherlagh (Carlow). Lors de cet inventaire étaient présents : le précepteur du lieu, frère Robert; Walter Wogan ; Thomas de Mountpellers et Ade Bretoun, vice-comte de Carlow. Ces biens étant confiés à Johan de Boneville. On retrouve les mêmes individus et les mêmes termes concernant Takyltan. On constate par ailleurs qu'il n'y est pas fait mention de la baronnie de Forth (Fotherid) et qu'une partie des biens de Rathronan furent confiés à un certain Fromund le Brun.
Cette mention de la baronnie de Forth (Fotherid, Fotheryd) n’apparaît que dans les recettes d'Alexandre de Bykenore, trésorier d'Irlande de 1308 à 1313 et qui fait état du manoir de Rathronan confié à Fromund le Brun avec une entrée en 1309 et une en 1310.
La falsification ou tout au moins l'inexactitude avérée des comptes de ce trésorier ne permet pas de dire avec certitude que cette commanderie se trouvait dans la baronnie féodale de Fotheret. D'autant plus que les limites géographiques entre les baronnies de l'époque sont parfois floues. C'est cette information qui a induit certains historiens en erreur car Rathornan n'en a jamais fait pas partie si on se réfère aux limites, telles qu'elles sont connues, de la baronnie féodale de Forth. Ce toponyme se trouve dans la baronnie historique d'Idrone West, faisant alors partie de la baronnie féodale d'Odrone. La rivière Barrow semblant marquer la frontière entre les deux. À ceci s'est ajoutée une information figurant dans l'ouvrage d'Aubrey Gwynn en 1970, plaçant cette commanderie dans le comté de Tipperary, et indiquant qu'elle est devenue hospitalière en 1308. On sait depuis que Rahronan, dans le comté de Tipperary, était un bien qui appartenait à l'ordre de Saint-Jean de Jérusalem depuis le début du XIIIe siècle, mais surtout on a une idée assez précise de l'étendue de la baronnie féodale de Fotheret, telle qu'elle était lorsqu'elle fut donnée à Raymond le Gros. Celle-ci était bien plus grande que ne l'est la baronnie de Forth.
On remarque également que lors de l'enquête instruite en 1327 contre Alexandre de Bykenore, les biens de Johan de Boneville sont énumérés sans mention de la baronnie de Fotheret et qu'y figure Rathornan (au lieu de Rathronan), Athkyltan (au lieu de Takyltan), et surtout Leighlin (1 kilomètre au sud) dont il est dit qu'il s'agit d'anciens biens matériels templiers.

### Rathronan (comté de Tipperary)?
Quelques décennies après la publication d'Herbert Wood, lorsque Charles Mac Neil a publié le registre des Hospitaliers de Kilmainham concernant la période 1326-1339, on trouve l'information contradictoire que Rathronan, d'origine templière, se trouvait en fait dans le comté de Tipperary. Cette église de Rathronan étant connue comme celle qui dépendait de la commanderie hospitalière d'Any. On remarque que cet endroit se situe au sud de Fethard (en) dont la graphie de l'époque était parfois Fytherid,.
C'est ce point de vue qui a été retenu par Aubrey Gwynn et Richard Hadcock dans l'ouvrage de référence : Medieval religious houses : Ireland publié en 1970. Helen Nicholson ne tranchant pas la question dans sa première publication sur le procès des Templiers dans les îles Britanniques qui est parue en 2009, mais ne cite que l'hypothèse du comté de Tipperary dans : The proceedings against the Templars in the British Isles: The translation, paru en 2011.
Un certain William Walensis était lord de Rathronan en 1250.

### Rathronan (comté de Wexford)?
Il existe un château de Rathronan dans la baronnie homonyme de Forth qui se trouve dans le Wexford. Aucun élément historique ne permet d'avancer l'hypothèse que la juridiction du comté de Carlow se soit étendue jusque là au début du XIVe siècle. On trouve mention d'un hospice ou d'une maison supposée de l'ordre du Temple à « Killaloke » (Killiloge) dans la baronnie de Forth (Kerlogue au sud de Wexford?). La seule commanderie templière attestée dans ce comté étant celle de Kilcloggan (péninsule de Hook (en)).

## Histoire
L'histoire de cette commanderie templière a laissé peu de traces si ce n'est l'inventaire qui en a été fait en 1308 au moment de sa saisie et de l'arrestation des Templiers. Ce document indique qu'elle fut confiée à John de Boneville, alors sénéchal des comtés de Kildare et de Carlow, l'opération étant diligentée par Alexandre de Bykenore, trésorier d'Irlande.
On sait par ailleurs que John de Boneville, fut tué en 1310 par Arnold de Poer, et que ce dernier obtint une partie de ses biens dont Rathornan.

### Commandeurs
| Nom du commandeur             | Période  |
| ----------------------------- | -------- |
| fr. …                         | ?        |
| fr. Robert (de Pourbrigge ?), | ? - 1308 |

## Possessions
- Si on retient l'hypothèse que la commanderie se trouvait dans le comté de Carlow:
  - Des terres à Killerig
  - Des terres à Grangeford
  - Le manoir d'Athkyltan (Takyltan)
- S'il s'agit du comté de Tipperary, aucune possession n'est attestée et il faut alors considérer Athkyltan comme une commanderie à part entière et les possessions dans le comté de Carlow comme en faisant partie.

L'emplacement de Rathronan demeurant inconnu, on peut procéder par élimination pour écarter certains lieux qui faisaient partie de cette baronnie (Forth, Fotheret):
- Donation de Matthew FitzGriffin aux moines du prieuré de Kells (en) en 1228[15]:
  - Kellistown (église) avec les chapelles de Ballyveal, Busherstown, Killenora et Moyle (une zone au Sud-Est de Carlow et au sud de Grangeford
- Les possessions de la commanderie hospitalière de Killergy (Killerig) au XIIIe siècle et dont l'origine n'a jamais été templière.